# زبان‌های اوگری
زبان‌های اوگری شاخهٔ پیشنهادی برای خانواده زبانی اورالی است. این نام از دو کلمه: یوگرا، منطقه‌ای در شمال میانهٔ آسیا، بین رشته‌کوه اورال تا رود پیچورا و اوگری نامی باستانی که به مجارها گفته می‌شد برگرفته شده‌است. سه زبان مجاری، خانتی و مانسی عضو این خانواده هستند.
پنداشته‌می‌شود که زبان نیااوگری از هزارهٔ سوم تا هزارهٔ نخست پیش از میلاد در غرب سیبری و قسمت شرقی جنوب رشته‌کوه اورال مورد تکلم بوده‌است.
زبان‌های اوگری برای اولین بار مورد توجه پاپ پیوس دوم قرار گرفته‌است و وی در کتاب کوزموگرافیا به شباهت زبان خانتی و مانسی با مجاری اشاره می‌کند.

## واژگان
وام‌واژه‌های زبان‌های هندوایرانی در این زبان‌ها وجود دارد، مانند عدد هفت به صورت *θäpt، و در مجاری: hét، در خانتی: тапәт /tapət/ و در مانسی: сат /sat/، همگی برابر با saptá سانسکریت و hapta اوستایی هستند.